# Юнг, Роберт
Роберт Юнг (нем. Robert Jungk, при рождении Роберт Баум, нем. Robert Baum; 11 июня 1913, Берлин, Германская империя — 14 июля 1994, Зальцбург, Австрия) — австрийский журналист, политик и писатель. Наиболее известен своими футурологическими исследованиями ядерного оружия, в том числе произведением «Ярче тысячи солнц». За заслуги Юнг был награждён премией «За правильный образ жизни» и Австрийским почётным знаком «За науку и искусство». Помимо этого, он занимался политикой. В 1992 году был выдвинут «Зелёными» кандидатом в президенты Австрии. Набрав 5,7 % голосов, занял четвёртое место.

## Биография
Роберт Баум родился в еврейской семье актёров Давида Баума, известного под псевдонимом Марк Юнг, и Сары Браво, известной как Элли Бранден. Роберт взял себе псевдоним отца.
В школьные годы Роберт примкнул к социалистическому движению, поддерживающему антисталинистскую Коммунистическую партию. По окончании среднего образования в шёнебергской Гимназии имени Теодора Моммзена он поступил в Берлинский университет имени Гумбольдта. В этот период он заинтересовался кинематографом и пробовал себя как помощник режиссёра Рихарда Освальда. После прихода к власти Гитлера Юнг был арестован за поддержку левых, но позже был отпущен благодаря помощи друзей и в 1933 уехал во Францию. Здесь он учился в Парижском университете до 1935 года, затем уехал в Цюрих, где получил звание доктора филологии.
С 1930-х годов Юнг стал заниматься журналистикой. Во время Второй мировой войны он начал работать в американских, швейцарских, немецких, голландских и французских изданиях корреспондентом. Он недолгое время проживал в США, после чего окончательно переехал со своей супругой Рут Сушицки, бывшей актрисой, на которой женился в 1948 году, в Австрию. Их сын Питер впоследствии стал знаменитым фотографом.
Первая работа Юнга была опубликована в 1952 году. Его обширный труд «Ярче тысячи солнц», рассказывающий о создании атомного оружия, был опубликован в 1956 и стал мировым бестселлером. Благодаря этой и последующим работам писателя он стал известным международным активистом, часто приглашался для выступлений и чтения лекций на конференциях, направленных против использования ядерного оружия, а также сам был лидером и организатором нескольких подобных организаций. Его лекции пользовались большим успехом у студентов. Он сам посетил множество городов, связанных с созданием и использованием ядерного оружия, в том числе Хиросиму и Дубну.

## Награды
- Почётный профессор в Берлинском техническом университете (1970)
- Премия «За правильный образ жизни» (1986)
- Почётный гражданин города Зальцбург (1989)
- Почётный доктор Оснабрюкского университета (1993)
- Австрийский почётный знак «За науку и искусство» (1993)
- Зальцбургская премия за футуристические исследования (1993)